# Bajka
Pour les articles homonymes, voir Bajka (homonymie).
Bajka (hongrois : Bajka) est un village de Slovaquie situé dans la région de Nitra.

## Histoire
Première mention écrite du village en 1286.

## Démographie

### Évolution de la population
| Année:               | 1994. | 2004.   | 2014.   | 2024.   |
| -------------------- | ----- | ------- | ------- | ------- |
| Nombre de personnes: | 323   | 335     | 321     | 332     |
| Différence:          |       | +3,71 % | -4,17 % | +3,42 % |

| Année:               | 2023. | 2024.   |
| -------------------- | ----- | ------- |
| Nombre de personnes: | 336   | 332     |
| Différence:          |       | -1,19 % |